# Croix-Chapeau
Croix-Chapeau – miejscowość i gmina we Francji, w regionie Nowa Akwitania, w departamencie Charente-Maritime.
Według danych na rok 1990 gminę zamieszkiwały 863 osoby, a gęstość zaludnienia wynosiła 179 osób/km² (wśród 1467 gmin regionu Poitou-Charentes Croix-Chapeau plasuje się na 357. miejscu pod względem liczby ludności, natomiast pod względem powierzchni na miejscu 1079.).